# Letnie Mistrzostwa Polski w Skokach Narciarskich 2006
11. Letnie Mistrzostwa Polski w Skokach Narciarskich – zawody o mistrzostwo Polski w skokach narciarskich na igelicie, które odbyły się w dniach 14-15 października 2006 roku na Średniej i Wielkiej Krokwi w Zakopanem.
W konkursie na normalnej skoczni zwyciężył Adam Małysz, srebrny medal zdobył Stefan Hula, a brązowy - Kamil Stoch. Na dużym obiekcie najlepszy okazał się Małysz przed Hulą i Wojciechem Skupieniem.

## Wyniki

### Konkurs indywidualny na dużej skoczni (14.10.2006)
| Miejsce   | Zawodnik             | Klub                   | Skok 1 | Skok 2 | Punkty |
| --------- | -------------------- | ---------------------- | ------ | ------ | ------ |
| 1. (1.)   | Adam Małysz          | KS Wisła Ustronianka   | 126,5  | 129,5  | 261,8  |
| 2. (2.)   | Stefan Hula          | Sokół Szczyrk          | 129,5  | 125,0  | 257,1  |
| 3. (3.)   | Wojciech Skupień     | TS Wisła Zakopane      | 124,0  | 118,5  | 232,5  |
| 4. (4.)   | Robert Mateja        | TS Wisła Zakopane      | 128,0  | 114,0  | 231,6  |
| 5. (5.)   | Krystian Długopolski | AZS AWF Katowice       | 124,0  | 118,5  | 230,2  |
| 6. (6.)   | Kamil Stoch          | LKS Poroniec Poronin   | 120,5  | 119,0  | 227,1  |
| 7. (7.)   | Rafał Śliż           | KS Wisła Ustronianka   | 122,5  | 111,5  | 212,7  |
| 8. (8.)   | Tomisław Tajner      | KS Wisła Ustronianka   | 119,0  | 113,0  | 211,1  |
| 9. (10.)  | Mateusz Wantulok     | AZS AWF Katowice       | 115,0  | 111,5  | 199,2  |
| 10. (11.) | Paweł Urbański       | Start Krokiew Zakopane | 116,0  | 111,0  | 198,6  |

W konkursie wzięło udział 50 zawodników. W nawiasach podano miejsce z uwzględnieniem zawodników zagranicznych.
Dziewiąte miejsce w międzynarodowych zawodach zajął Słowak Martin Mesík.

### Konkurs indywidualny na normalnej skoczni (15.10.2006)
| Miejsce | Zawodnik             | Klub                 | Skok 1 | Skok 2 | Punkty |
| ------- | -------------------- | -------------------- | ------ | ------ | ------ |
| 1.      | Adam Małysz          | KS Wisła Ustronianka | 89,5   | 92,5   | 260,0  |
| 2.      | Stefan Hula          | Sokół Szczyrk        | 87,0   | 85,5   | 237,0  |
| 3.      | Kamil Stoch          | LKS Poroniec Poronin | 86,0   | 87,0   | 236,0  |
| 4.      | Wojciech Skupień     | TS Wisła Zakopane    | 84,0   | 87,5   | 232,5  |
| 5.      | Tomisław Tajner      | KS Wisła Ustronianka | 83,0   | 85,0   | 225,0  |
| 6.      | Piotr Żyła           | KS Wisła Ustronianka | 84,0   | 84,0   | 224,5  |
| 7.      | Krystian Długopolski | AZS AWF Katowice     | 84,0   | 83,5   | 222,0  |
| 8.      | Rafał Śliż           | KS Wisła Ustronianka | 82,0   | 84,0   | 219,0  |
| 9.      | Marcin Bachleda      | AZS AWF Katowice     | 82,0   | 82,5   | 216,0  |
| 10.     | Tomasz Pochwała      | TS Wisła Zakopane    | 80,0   | 79,0   | 202,5  |

W konkursie wzięło udział 50 zawodników.